# هنري بيبي
هنري بيبي (بالإنجليزية: Henry Bibby)‏ مواليد 24 نوفمبر 1949 في فرانكلينتون، هو لاعب كرة سلة أمريكي سابق تحول إلى التدريب بعد الاعتزال. يبلغ طوله 6 قدم 1 بوصة (1.9 م).

## فرق لعب لها
- نيويورك نيكس
- يوتاه جاز
- فيلادلفيا سفنتي سيكسرز
- لوس أنجلوس كليبرز

## روابط خارجية
- هنري بيبي على موقع إن بي أي (الإنجليزية)
- هنري بيبي على موقع سبورتس رفرنس (الإنجليزية)
- هنري بيبي على موقع كلية كرة السلة في سبورتس رفرنس.كوم (الإنجليزية)
- هنري بيبي على موقع ريلجم (الإنجليزية)
- هنري بيبي على موقع بروبوليرز (الإنجليزية)
- هنري بيبي على موقع سبورتس رفرنس (الإنجليزية)
- هنري بيبي على موقع سبورتس رفرنس (الإنجليزية)
- هنري بيبي على موقع كلية كرة السلة في سبورتس رفرنس.كوم (الإنجليزية)
- هنري بيبي على موقع قاعة كارولاينا الشمالية للمشاهير الرياضية (الإنجليزية)